# Amolops cucae
Amolops cucae es una especie de anfibio anuro de la familia Ranidae.

## Distribución geográfica yhábitat
Es endémica del norte de Vietnam. Su rango altitudinal oscila alrededor de 640 m s. n. m..